# Solanum cleistogamum
Solanum cleistogamum es una especie de planta fanerógama perteneciente a la familia Solanaceae. Es originaria de Australia.

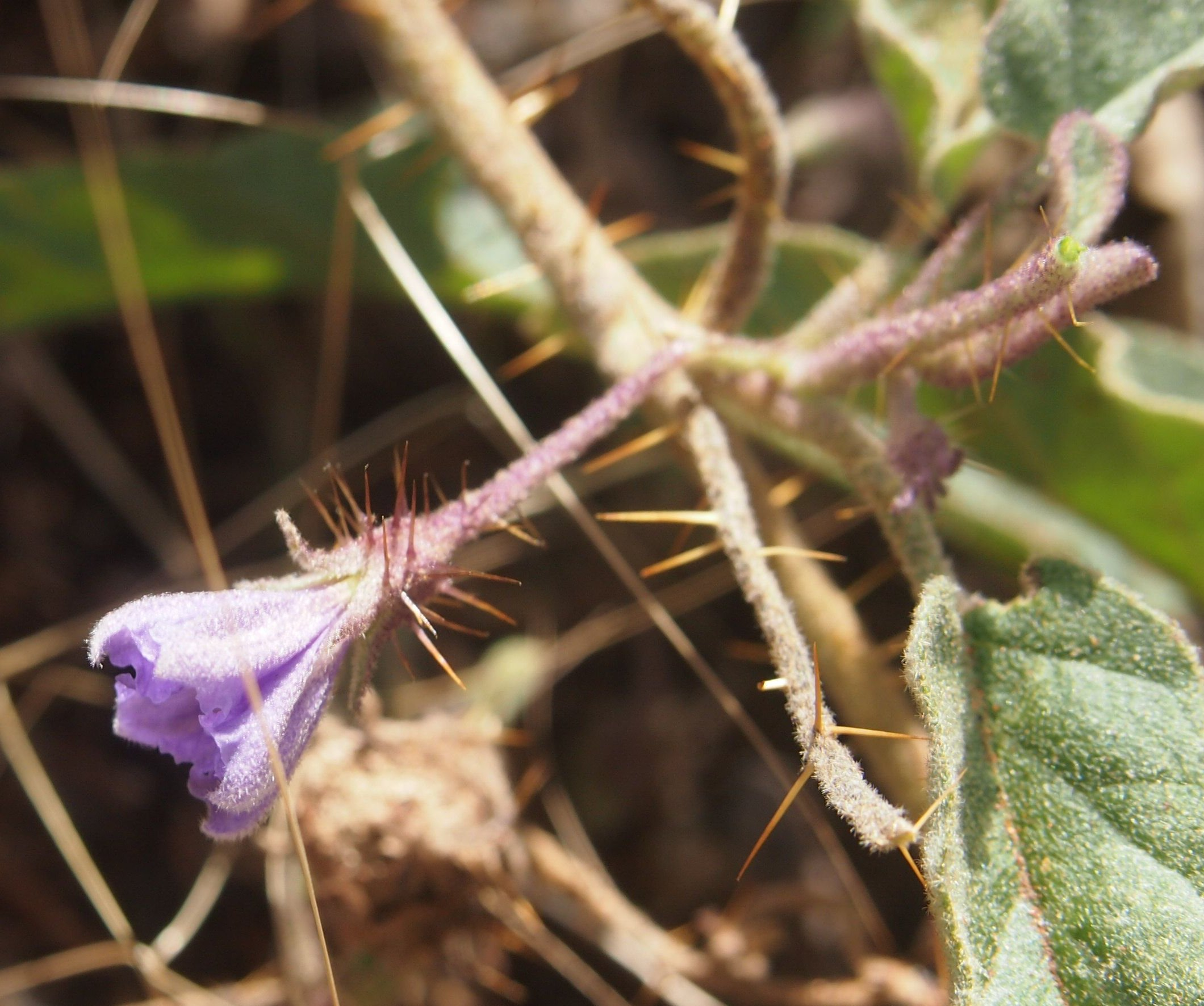
Flor

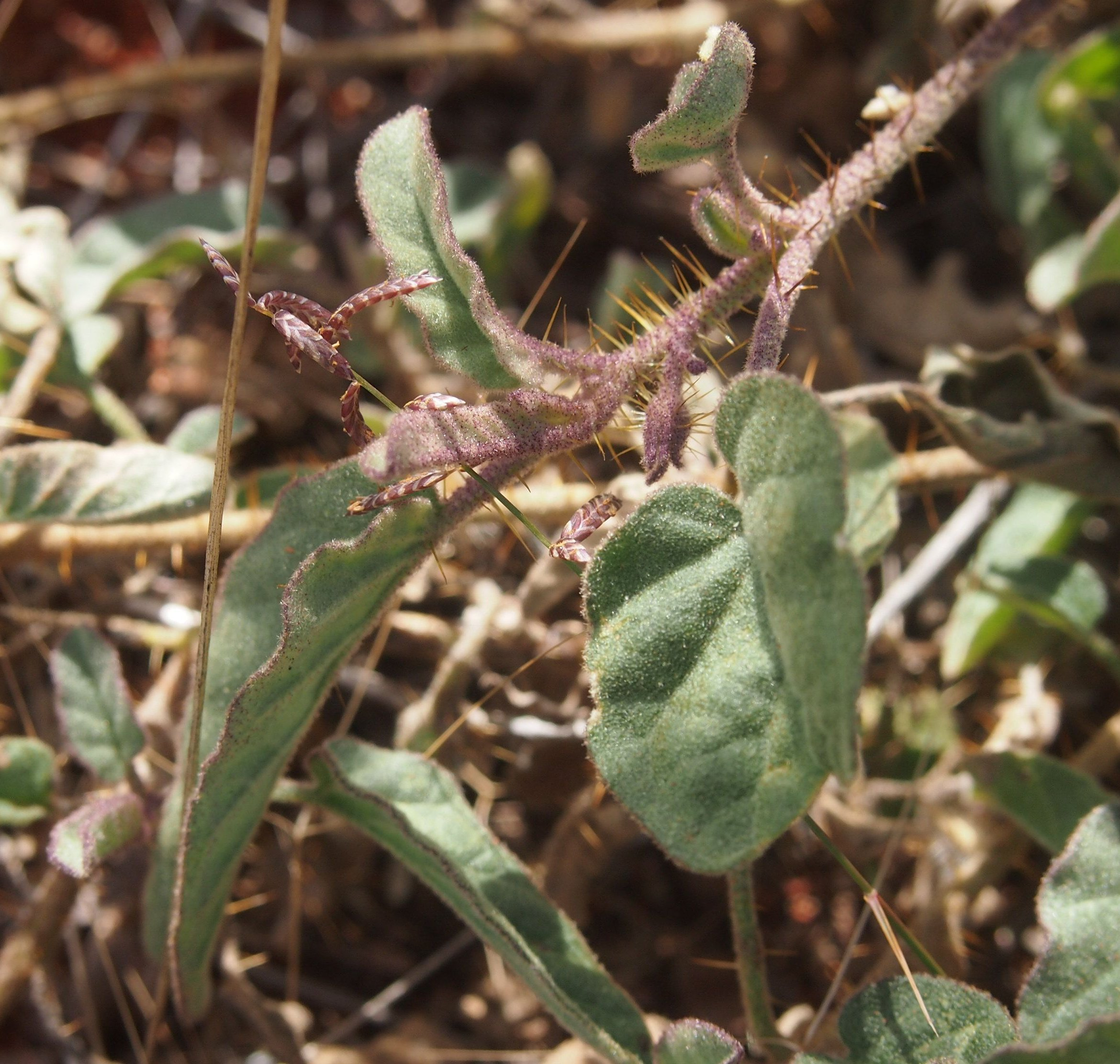
Follaje

## Taxonomía
Solanum cleistogamum fue descrita por David Eric Symon y publicado en Trans. & Proc. Roy. Soc. South Australia 95(4): 227. 1971.
Etimología
Solanum: nombre genérico que deriva del vocablo Latíno equivalente al Griego στρνχνος (strychnos) para designar el Solanum nigrum (la "Hierba mora") —y probablemente otras especies del género, incluida la berenjena— , ya empleado por Plinio el Viejo en su Historia naturalis (21, 177 y 27, 132) y, antes, por Aulus Cornelius Celsus en De Re Medica (II, 33). Podría ser relacionado con el Latín sol. -is, "el sol", debido a que la planta sería propia de sitios algo soleados.
cleistogamum: epíteto griego de kleistos =  "lo que se pueden encerrar", y, posiblemente, gamos = "un matrimonio", la misma raíz que la palabra de gametos. La palabra cleistogamous se refiere a las flores que se autofertilizan sin abrir.